# Les Murray
Leslie Allan "Les" Murray, född 17 oktober 1938 i Nabiac, New South Wales, död 29 april 2019 i Taree, New South Wales, var en australisk författare. 
Murray är av skotsk härkomst och växte upp på en bondgård i Bunyah i Nya Sydwales. Han studerade vid universitetet i Sydney och har studerat folklore i England. Han debuterade 1965 med diktsamlingen The Ilex Tree och slog igenom med The Vernacular Republic 1975. Han sågs som bushens och den australiska landsbygdens poet och försvarare, och som kritiker av den moderna civilisationen. Han sågs också som konservativ och väckte debatt genom att ifrågasätta multikulturalismen och människans ansvar för klimatförändringar. Murray var katolik, efter att ha konverterat.

## Citat
| ”                          | Jag är inte mycket för politik, det är rena tortyren. Egentligen tror jag bara på poesin, vi människor är poetiska varelser. | „ |
| – Intervju i DN 2007-05-25 | |   |

## Verk

### Lyrik
- 1965: The Ilex Tree (tillsammans med Geoffrey Lehmann),
- 1969: The Weatherboard Cathedral
- 1972: Poems Against Economics
- 1974: Lunch and Counter Lunch
- 1976: Selected Poems: The Vernacular Republic
- 1977: Ethnic Radio
- 1982: Equanimities
- 1982: The Vernacular Republic: Poems 1961-1981
- 1983: Flowering Eucalypt in Autumn
- 1983: The People's Otherworld
- 1986: Selected Poems
- 1987: The Daylight Moon
- 1994: Collected Poems
- 1989: The Idyll Wheel
- 1990: Dog Fox Field
- 1991: Collected Poems
- 1992: Translations from the Natural World
- 1994: Collected Poems
- 1996: Late Summer Fires
- 1996: Selected Poems
- 1996: Subhuman Redneck Poems
- 1999: New Selected Poems
- 1999: Conscious and Verbal
- 2000: An Absolutely Ordinary Rainbow
- 2000: Learning Human, Selected Poems
- 2002: Poems the Size of Photographs
- 2002: New Collected Poems
- 2007: The Biplane Houses

### Som redaktör
- 1973–1979: Poetry Australia
- 1986: Anthology of Australian Religious Poetry
- 1991: The New Oxford Book of Australian Verse
- 1994: Fivefathers, Five Australian Poets of the Pre-Academic Era
- 2005: Hell and After, Four early English-language poets of Australia
- 2005: Best Australian Poems 2004

### Sonettromaner och versromaner
- 1979: The Boys Who Stole the Funeral
- 1999: Fredy Neptune: A Novel in Verse

### Prosa
- 1978: The Peasant Mandarin
- 1984: Persistence in Folly: Selected Prose Writings
- 1984: The Australian Year: The Chronicle of our Seasons and Celebrations
- 1990: Blocks and Tackles
- 1992: The Paperbark Tree: Selected Prose
- 1999: The Quality of Sprawl: Thoughts about Australia
- 2000: A Working Forest, essäer
- 2002: The Full Dress, An Encounter with the National Gallery of Australia

### Utgivet på svenska
- Tillflykt till ödemarken (dikter i urval och översättning av Stewe Claeson [m.fl.], Wahlström & Widstrand, 2000)
- Dikter från den efterblivna landsbygden (Subhuman redneck poems) (översättning, efterord: Stewe Claeson [m.fl.], Bromberg, 2005)
- Nonchalant, sjabb och dödliga fräknar: essäer (Ur The Quality of Sprawl och A Working Forest) (översättning Jonas Ellerström och Lars Ahlström, Bromberg, 2007)
- Den svarta hunden: essä och dikter (Killing the black dog) (översättning (essä) och inledning Jonas Ellerström, översättning (dikter): Stewe Claeson, Jonas Ellerström & Lars-Håkan Svensson, Bromberg, 2008)
- Längre raklång: dikter (Taller when prone) (översättning och kommentarer: Stewe Claeson, Jonas Ellerström och Lars-Håkan Svensson, Bromberg, 2011)

## Priser och utmärkelser
- Grace Levin Prize 1980
- Grace Levin Prize 1990
- Petrarcapriset 1995
- T.S Eliot-priset 1996 för Subhuman Redneck Poems
- Queen's Gold Medal for Poetry 1998
- Premio Mondello – Città di Palermo 2004